# Sherry Lansing
Sherry Lansing, de son vrai nom Sherry Lee Duhl, née le 31 juillet 1944 à Chicago, est une actrice et productrice américaine, également CEO et présidente de Paramount Pictures de 1992 à 2005, puis présidente de 20th Century Fox, elle devint alors la première femme à diriger un studio Hollywoodien,.
En 1996, elle devient la première femme pionnière de l'année d'après la fondation des pionniers du cinéma, ainsi que la première femme chef de studio à avoir une étoile sur Walk of Fame.
En 2001, elle est nommée l'une des femmes les plus puissantes d'Amérique par le journal Ladies Home Journal. De même le journal The Hollywood Reporter la nomme 4e de sa liste des 100 puissances en 2003.
En 2005, elle est la première femme chef de studio à déposer ses empreintes pieds et mains au Grauman's Chinese Theatre sur Hollywood Boulevard.

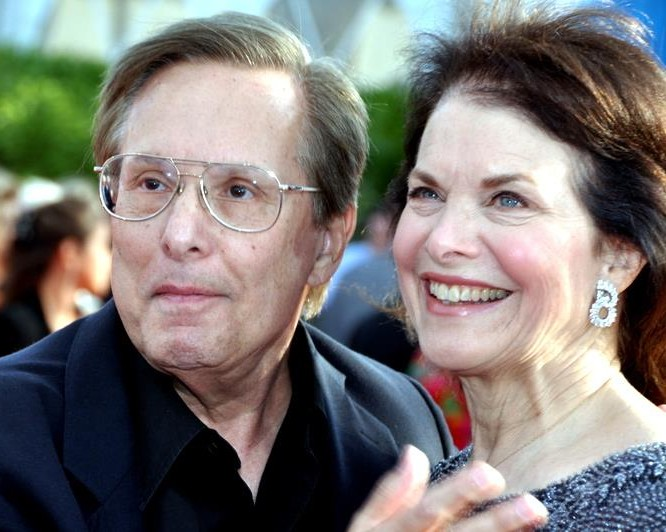
Sherry Lansing avec William Friedkin en 2012 au festival du cinéma américain de Deauville.

## Biographie
Sherry Lansing est issue d'une mère ayant fui l'Allemagne nazie et d'un père investisseur en immobilier. Son père meurt quand elle n'a que neuf ans. Elle fait ses études à University of Chicago Laboratory Schools jusqu'en 1962. En 1966, elle obtient un Baccalauréat en sciences à l'Université Northwestern où elle appartenait à la section féminine Sigma Delta Tau.
Lansing épouse William Friedkin, réalisateur ayant reçu un Oscar en 1991.

### Carrière
Elle suit une carrière d'actrice, elle paraît dans deux films avec John Wayne en 1970, Loving de Irvin Kershner et Rio Lobo de Howard Hawks. Mais déçue elle-même par son jeu d'acteur, elle décide d'agrandir ses connaissances de l'industrie du cinéma en partant du bas. Elle obtient un emploi chez MGM comme chef scénariste et travaille sur deux succès comme Le Syndrome chinois et Kramer contre Kramer. Ce travail la mène finalement, après un passage chez Columbia Pictures, à devenir la première femme présidente de 20th Century Fox. Elle est également partenaire de Jaffe/Lansing Productions avec Stanley R. Jaffe. La société a distribué un certain nombre de petits succès à travers Paramount, dont Liaison fatale en 1987 qui fut nommé aux Oscars pour le meilleur film l'année suivante. En 1992, On lui propose la présidence du groupe Paramount Pictures,. Sous sa présidence, Paramount enregistre sa plus longue et meilleure série depuis les années 30 
de sorties cinématographiques, comme Forrest Gump, Braveheart ou encore le film qui reçut les plus importantes recettes du cinéma jusqu'à cette époque, Titanic,. Six des dix plus grosses recettes de Paramount ont été enregistrées sous sa présidence dont trois films récompensés aux oscars pour le meilleur film. Au total, 80 % des films sortis sous la direction de Lansing furent rentables, score jamais égalé par un directeur de studio jusqu'au début du XXIe siècle.
En tant que chef de studio, elle visait le coût minimal plutôt que la part de marché, préférant prendre le moins de risques possible et faire des films à plus petits budgets que les autres studios. Viacom décide de diviser la société en deux en 2004 et Lansing démissionne à la fin de cette même année après douze ans de direction, ce qui est une longévité rare au sommet de la légende hollywoodienne Best Show in Town,.
Elle est une régente de l'université de Californie (en),, Elle fait partie de diverses associations non-caritatives dont la Croix-Rouge américaine, la Fondation Carter, DonorsChoose (en), Qualcomm, enseignement pour l'Amérique (en), la recherche américaine contre le cancer (en), la fondation du Prix Albert-Lasker et les amis de la recherche contre le cancer (en),.
En 2005, elle crée la fondation Sherry Lansing, vouée à sensibiliser l'opinion à la recherche sur le cancer et à financer cette recherche,,.
En 2007, elle reçoit le prix Jean Hersholt Humanitarian pour son travail dans la recherche contre le cancer lors de la 79e cérémonie des Oscars. Ce prix lui fut remis par Tom Cruise, son ami et partenaire de travail de longue date.
En 2017, elle est inscrite au National Women's Hall of Fame.

## Filmographie

### Comme productrice
- 1984 : Firstborn de Michael Apted
- 1987 : When the Time Comes (téléfilm) de John Erman
- 1987 : Liaison fatale (Fatal Attraction) de Adrian Lyne
- 1988 : Les Accusés (The Accused) de Jonathan Kaplan
- 1989 : Black Rain de Ridley Scott
- 1992 : Collège d'Élite (School Ties) de Robert Mandel
- 1993 : Proposition indécente (Indecent Proposal) de Adrian Lyne

## Distinctions
- Docteur honoris causa ès lettres de l'université d'État de Pennsylvanie, 2007
- Docteur honoris causa ès lettres de l'université de Miami, 13 mai 2011[16]